# Classico algérien
Le Classico algérien, est la rencontre de football entre les deux clubs algériens de la Jeunesse sportive de Kabylie (JSK) et du Mouloudia Club d'Alger (MCA). Cette opposition est construite par analogie au Clásico espagnol  qui oppose le club le plus ancien du pays au club le plus titre du pays.
Le MC Alger représente la capitale en tant que doyen des clubs algérois tandis que la JS Kabylie représente la région rebelle de Kabylie. 
La rivalité entre les deux clubs est née d'un incident survenu en marge d'une rencontre entre les deux équipes pendant la saison 1962-1963, connue sous le nom de "l'affaire no 107" . Premier incident disciplinaire grave de l'histoire du Championnat d'Algérie il eut un retentissement important à l'échelle du football national et a initié une série d'âpres confrontations entre les deux équipes. Cette rivalité s'est accrue au cours de la décennie 1970 pendant laquelle MC Alger et JS Kabylie ont dominé sans partage le championnat d'Algérie (respectivement 5 et 4 titres entre 1972 et 1980)
La rivalité persiste aujourd'hui entre ces deux clubs parmi les plus titrés en Algérie, que ce soit sur le plan national ou continental,.

## Histoire

### Origine de la rivalité
Le MC Alger est connu pour être le doyen du football algérien et la JS Kabylie est connue pour en être la plus titrée du football algérien . Tous deux ont un palmarès bien garni, et font partie depuis l'indépendance de l'Algérie, du folklore footballistique algérien. Leur domination ne se limite pas aux frontières de l'Algérie, mais aussi en Afrique et dans le monde arabe. La JSK avec ses sept trophées africains et le MCA premier club algérien vainqueur d'une coupe africaine, ont souvent joué les premiers rôles lors des compétitions internationales. Il y a aussi le fait que ces deux clubs se disputent souvent la tête du championnat, mais ce n'est pas le seul point, il existe deux autres causes ayant conduit à la naissance de cette rivalité.
Tout d'abord, les deux clubs ont une histoire commune depuis les débuts du football algérien. En effet, il faut se rappeler que durant la période coloniale, la JSK, jeune association sportive nouvellement créée, s'est vu refuser des subventions de la part du gouvernement colonial de l'époque, dans la ville de Tizi Ouzou. Celui-ci préfère aider l'équipe coloniale de l'Olympique de Tizi-Ouzou qui est une formation plus ancienne, plutôt que d'aider la nouvelle association musulmane sportive.
N'ayant pas de matériel sportif, la JS Kabylie reçoit l'aide du MC Alger. Ce club a donné des maillots entre autres, afin de permettre à la JSK de se structurer, et également des dons de la population locale. Les canaris qui portent actuellement les couleurs jaune et verte, ont longtemps arboré les couleurs rouge et verte, car leurs premiers maillots leur sont offerts par le MCA, portant ces mêmes couleurs.
La JSK connait par ailleurs une montée en puissance durant la période coloniale, qui lui permet d'être promue quatre fois. En 1954, elle joue déjà en première division, à la veille de l'appel du FLN, il ne lui aura fallu que huit ans, depuis l'année de sa création, pour parvenir au même niveau que les autres clubs musulmans d'Alger, pourtant fondés bien avant. Le club rencontre même plusieurs fois l'OTO dans le derby de Tizi-Ouzou, et gagne plusieurs de ces rencontres.
Le conflit en Algérie entre le FLN et la France s'intensifie, et comme toutes les associations sportives musulmanes de l'époque, la JSK cesse toutes ses activités. À l'indépendance du pays, le 5 juillet 1962, les activités sportives reprennent. On tente de créer le premier championnat algérien de football qui débute le 7 octobre 1962. À partir du 15 septembre 1962, plusieurs tournois amicaux de football ont lieu durant ce mois de septembre, dont le but était de fêter l'indépendance du pays, et de préparer le futur championnat d'Algérie de football, nommé critérium honneur du fait qu'il s'agissait d'un championnat à plusieurs groupes. L'un de ses tournois se tient à Tizi Ouzou, et voit la JSK battre le MCA, et remporter son tournoi. D'autres tournois se déroulent à Alger, organisés par le NAHD et le CRB, entre autres, mais cette fois-ci on assiste à des victoires du MC Alger contre la JS Kabylie. Les deux clubs, déjà au coude à coude lors des différents tournois amicaux, se retrouvent dans le même groupe I, de ce premier championnat algérien, en compagnie de huit autres équipes.
Et enfin, des incidents surviennent entre les deux clubs, lors de leur première rencontre en championnat de l'histoire, lors de la rencontre JSK-MCA comptant pour la septième journée du groupe I du championnat, le 9 décembre 1962.
Durant la partie, les Algérois mènent pendant longtemps au score, creusant même l'écart en portant leur avance à trois buts. Mais durant le dernier quart d'heure, les Kabyles réussissent à revenir dans le match, en renversant le score, quatre buts à trois. Le quatrième but est contesté par les joueurs du MCA, et l'arbitre agressé par les joueurs, s'enfuit en ayant arrêté le match au préalable avant son terme, de peur qu'on porte atteinte à sa vie. La rencontre est aussi marquée par les débordements des supporters kabyles avant l'arrêt du match à la soixantième minute de jeue. S'ensuit une convocation des deux entraîneurs, et de lourdes sanctions pour les deux clubs, dont la radiation à vie de deux joueurs algérois, la suspension du stade kabyle pour trois journées, ainsi qu'une forte amende pour la JSK. Le match est annulé et est rejoué plus tard sur terrain neutre à Méneville, rencontre qui se solde par un match nul.
La victoire de la JSK lors du premier match, est transformée en match nul à cause de la commission de discipline qui a décrété qu'il fallait le rejouer, n'arrange pas les choses. Les deux équipes sont au coude à coude dans ce premier championnat, et le match retour entre les deux équipes est attendu, match qui se déroule le 4 mai 1963. La JSK, championne de la phase aller, et première au classement, arrive en confiance sur le terrain du MCA. Elle déroule son football, assiégeant le but mouloudéen, mais son gardien Abderrahmane Boubekeur, avorte toutes les tentatives kabyles. Puis à la quatre-vingt-quatrième minute sur un corner, le MCA ouvre la marque et remporte la partie.
Cette rencontre comme la première, connaitra de graves incidents, avec à nouveau l'envahissement du terrain des supporters kabyles, mais cette fois-ci une agression de l'arbitre par les joueurs de la JSK. S'ensuivra une deuxième commission de discipline qui infligera de nouvelles sanctions pour la JSK, notamment la suspension de six mois de deux de ses joueurs, la radiation à vie d'un autre, et une amende pour le mauvais comportement de ses supporters. Ce dernier match de la saison pour le groupe I, ayant donné la victoire du MCA aux dépens de la JSK, lui permet de la rejoindre à la première place du classement. Elle lui prend même la première place, grâce à un meilleur goal average, lui permettant d'accéder au tournoi des premiers de chaque groupe de ce critérium. En effet, les premiers s'affrontent, afin de désigner le vainqueur du premier championnat d'Algérie de football et ce sera l'USMA, le premier champion d'Algérie.
Ce fut un épisode douloureux pour la JSK comme pour le MCA, d'autant plus que si la commission de discipline n'avait pas fait rejouer le premier match entre ces deux clubs, peut-être que le résultat du championnat aurait été tout autre. Il n'en demeure pas moins que depuis cet épisode, qui ébranla le monde du football algérien, ces incidents sont donc à l'origine de la rivalité entre les deux clubs, qui se vouent une haine profonde, par supporters interposés.

### Affaireno107
Il s'agit de la première grande affaire disciplinaire dans le football algérien, opposant les deux formations rivales, la JS Kabylie, et le MC Alger. Cette affaire prit une telle ampleur qu'elle suscita l'intérêt de tout le pays, disproportionnée par la publication de la commission et des communiqués de la ligue.

#### Contexte footballistique
Le 5 juillet 1962, l'indépendance de l'Algérie est proclamée, toutes les associations sportives musulmanes qui avaient cessé leurs activités durant la guerre d'Algérie, reprennent.
Le football qui avait déjà une grande importance en Algérie à cette époque reprend ses droits, avec notamment la création de tournois amicaux, ayant pour but de fêter l'indépendance du pays.
Trois de ces tournois sont restés gravés dans les mémoires, avec celui de Tizi Ouzou, organisé par la JS Kabylie, et ceux d'Alger, organisés l'un par le NA Hussein Dey appelé « tournoi El Ittihad », et celui organisé par le CR Belouizdad. Tous ont eu lieu durant le mois de septembre 1962, soit un mois avant le début du premier championnat d'Algérie de football.
En effet, les activités sportives ayant repris, l'année 1962, voit apparaître le premier championnat de football algérien, par la toute jeune fédération algérienne de football. Il s'agit d'un critérium honneur, ou division d'honneur, regroupant tous les clubs existants, en plusieurs groupes, qui se disputent durant la saison 1962-1963, la première place de leur groupe respectif.
Ensuite, tous les premiers de chaque groupe s'affrontent dans un tournoi, sorte de play-off, dont le vainqueur sera designé Champion d'Algérie du premier Championnat d'Algérie de football en 1962-1963.
La JS Kabylie et le MC Alger se retrouvent alors dans le même Ier groupe (groupe no 1), pour cette première saison du nouveau championnat.

#### Composition du Critérium Honneur, Groupe I
Une division d'honneur appelé « Critérium Honneur », est donc créée en 1962, regroupant tous les clubs en plusieurs groupes. Le premier de ces groupes, est le numéro I, est regroupe dix équipes.
À part la JSK (Jeunesse sportive de Kabylie) et le MCA (Mouloudia Club d'Alger), huit autres équipes composent ce groupe dont:
- L'USMMC : Union Sportive Musulmane Maison Carrée (future USM El Harrach).
- Le RSA : Red Star Algérois.
- La JSBM : Jeunesse Sportive Bordj-Menaïl.
- Le WOR : Widad Olympique Rouïba.
- L'ESAT : Entente Sportive Aïn-Taya.
- La JSII : Jeunesse Sportive des Issers et Isserville.
- L'ASD : Association Sportive Dellys.
- L'ESMA : Espérance Sportive Musulmane Algéroise.

La première phase est donc une poule de dix équipes, pour chaque groupe, qui s'affrontent en match aller et retour, afin d'en déterminer le vainqueur.
La seconde phase de ce premier championnat consiste en un tournoi où seuls les champions de groupes, s'affrontent pour obtenir le titre de champion de la saison 1962-1963.
Le championnat débute donc le 7 octobre 1962, pour la JSK et le MCA comme pour tous les clubs de tous les groupes de ce critérium honneur.

#### Commission de discipline
Durant la phase aller du championnat, de graves incidents ont eu lieu au cours de la septième journée, qui s'est déroulée le 9 décembre 1962, notamment durant la rencontre ayant opposé la JSK au MCA.
Tout d'abord, avant la rencontre, il faut savoir que les deux équipes étaient les formations les plus en forme du moment. La JSK, pour ne citer qu'elle, venait de réaliser six victoires en six matchs acquises contre l'ESAT, le RSA, la JSI, l'ASD, la JSBM et l'USMMC, avec 19 buts marqués pour 4 encaissés.
Cette rencontre entre la JSK et le MCA était déjà, en quelque sorte, une rencontre au sommet, de ce groupe I.
Les Kabyles, qui, d'habitude, sont plutôt performants à domicile, sont vite menés au score par les joueurs de la capitale. Le portier de la JS Kabylie, Ali Benhacène, avait déjà encaissé trois buts à la soixantième minute, provoquant ainsi la colère des supporters kabyles qui se distinguèrent par l'envahissement du terrain.
Peu après, l'arrière latéral de la JSK Ferhat Merad rétablit le score de parité en égalisant sur un pénalty, trois buts partout.
Mais le fait de jeu survenu à la soixante-quinzième minute de la partie est sans aucun doute le plus important, car c'est celui qui mettra le feu au poudre et sera la cause de tout. En effet, alors que le portier mouloudéen s'apprêtait à dégager son camp, il se fit subtiliser le ballon par l'attaquant de la JSK, Abbas passant en retrait à son coéquipier Zoubir lui permettant, d'un joli tir croisé, d'inscrire le quatrième but de son équipe. L'arbitre de la rencontre n'hésite pas une seule seconde et siffle immédiatement afin d'accorder le but.
Ce quatrième but marqué dans des conditions un peu particulières fut fortement contesté par les joueurs du MCA, contrastant avec la liesse des supporters kabyles dans les tribunes du stade Oukil-Ramdane. Certains joueurs mouloudéens s'en prirent même violemment envers l'arbitre de ce match qui arrêta la partie avant son terme et s'enfuira de peur qu'on attente à sa vie.
La confusion de ce but, engendrant les débordements sur et autour du terrain, amenant l'arbitre à interrompre le match, eurent pour conséquence la convocation des représentants des deux équipes en plus des joueurs visés par la commission de discipline de la défunte Ligue d'Alger.
Cette commission examina attentivement les faits qui se sont produits durant la rencontre de football, ayant opposé le MCA à la JSK, qui sont d'une l'envahissement du terrain à la 60e minute par les supporters de la JSK, et d'autre part leurs menaces envers l'arbitre et son agression par les joueurs du MCA, qui a conduit le conseil de discipline à conclure que les deux clubs sont responsables de l'arrêt de la partie, et décide donc que le match sera à rejouer dans un stade neutre et à huis clos. Les deux joueurs du Mouloudia, Mohamed Belahcène et Ali Berrekia, sont aussi radiés à vie du football algérien,. De nos jours, dans le championnat d'Algérie de football, le gain du match est donné sur tapis vert à l'équipe la moins fautive.

#### Conséquences administratives
Les présidents de clubs de la Ligue d'Alger se sont sentis visés par l'allocution nommée Note aux clubs. qui leur a été faite, à la suite du compte rendu de la commission de discipline de la ligue, à propos du match JSK-MCA ayant occasionné des incidents.
Ils décidèrent de se réunir deux jours plus tard, le 11 décembre 1962 en réunion extraordinaire, en présence des représentants du ministre de la jeunesse, des sports et du tourisme algérien de l'époque, afin de se décharger toutes responsabilités vis-à-vis de cette affaire. Les conclusions de cette réunion, qui ont été publiées le lendemain dans les cahiers du football d'Alger, sont que la situation dépasse les compétences de la Ligue algéroise de football, et que de ce fait, il faut que les pouvoirs publics interviennent avec des renforts policiers pour la sauvegarde du football.
Cette réunion sera suivie d'une autre note à l'attention des clubs mais du peuple algérien également, trois jours plus tard le 15 décembre 1962. Cette note a pour but de sensibiliser les responsables des clubs ainsi que les supporters que la violence dans les stades est inutile avec les phrases suivantes : 

« Il est connu qu'un peuple est jugé par sa tenue sur les stades. »

ou encore celle-ci : 

« Le public ne doit pas voir dans les compétitions sportives l'occasion de déchaîner sa haine, mais doit (...) surtout manifester un respect pour les arbitres sans lesquels le football ne pourrait exister. »

Cette simple affaire disciplinaire de la défunte Ligue d'Alger (qui fusionnera avec les autres ligues régionales pour devenir l'an prochain Fédération algérienne de football), a pris des proportions incroyables, à travers des communiqués interposés des différents organismes du premier championnat algérien de football.
Ce premier cas qui devait sans doute servir d'exemple, a fait malgré lui, le tour du pays et créer ce début de rivalité entre les deux clubs cités en commission.

#### Conséquences sportives
Le match ayant opposé la JSK au MCA pour le compte de la septième journée de championnat, le 7 décembre 1962, et qui avait occasionné des incidents, a été jugé par la commission de discipline, qui a rendu son verdict en sanctionnant fortement les deux équipes.

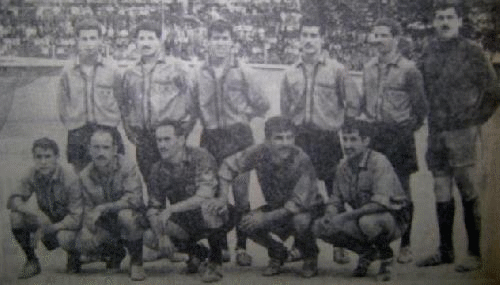
Équipe du MCA cette saison-là (1962-1963).

Malgré la victoire quatre buts à trois en faveur de la JSK aux dépens du MCA, le match avait été arrêté par l'arbitre à la soixante-quinzième minute à la suite des incidents et de son agression par des joueurs. Cette rencontre est donc annulée par le jugement de la commission de discipline, en raison de l'arrêt de ce match avant son terme, et donc reportée à une date ultérieure, pour être rejouée.
Le 20 janvier 1963, le match est rejoué, la commission de discipline a décrété que la rencontre se déroulerait sur terrain neutre, et choisit de le localiser à Thénia (à Méneville plus exactement). La JSK se distingue en portant son deuxième jeu de maillot de couleur blanche, pour ne pas qu'on la confonde avec le MCA, portant les mêmes couleurs de « rouge et vert ». 
La partie fut tout aussi spectaculaire et disputée que le match annulé ; sur le terrain vide de Méneville, car la partie est rejouée à huis clos, les joueurs mouloudéens marquent dès la quinzième minute de jeu par Zidane, attaquant du MCA. Les Kabyles tentent de réagir dans cette première mi-temps et marquent même deux buts à la vingt-cinquième minute de jeu par Abbas et à la trente-et-unième minute de jeu par un autre joueur de la JSK, mais tous deux seront refusés par l'arbitre de la rencontre, M. Loubari.
Mais dans cette même 31e minute, le milieu de la JSK Cherrak lance son compère Saïd Kouffi, qui d'un tir fulgurant atteint la barre transversale du portier mouloudéen Boubekeur. La balle qui a donc rebondi revient à hauteur de Abbas qui d'une tête rageuse fait trembler les filets pour inscrire le but de l'égalisation.
La seconde période est tout aussi disputée, mais le score ne changera pas et se solde donc par un match nul. Cette victoire de la JSK, transformée en match nul en raison de la décision de la commission discipline de le rejouer, permet au MCA de revenir en tête du championnat. Les Kabyles concèdent donc leur premier nul de la saison, le seul de cette phase aller, et terminent champions de la phase aller du groupe I du championnat.

### Affaireno396
Cependant l'Affaire no 107 n'a pas été la seule de la saison opposant les deux équipes. La commission de discipline a dû une fois de plus se réunir pour ce qui devient l'Affaire no 396, à propos du match retour entre la JSK et le MCA. Il s'agit aussi du dernier match de la phase retour du critérium honneur du championnat d'Algérie de football. Cette rencontre a occasionné des incidents similaires à la septième journée du championnat, avec des débordements de supporters et une agression envers l'arbitre.

#### Match retour du championnat
En effet, tout a commencé donc lors de cette dernière journée de phase retour du critérium. Ce match qui a lieu le 4 mai 1963, était le dernier de la saison. Cette fois-ci c'est le MCA qui recevait la JSK, au match retour, à Alger.
Les kabyles, arrivèrent sur le terrain mouloudéen, en pleine confiance, et en qualité de leader du groupe I, de la phase retour du championnat. En effet, ils venaient d'enchaîner une série de 17 matchs sans défaite (14 victoires pour 3 nuls), mais s'inclinèrent pour la première fois, lors de leur 18e match, face à l'USMMC.
Malgré cela, la JSK était toujours leader du groupe I avec trois points d'avance, sur son adversaire du jour le MCA. La rencontre entre les deux équipes va prendre une tournure inattendue, qui va décider du sort de ce championnat. Alors que le match se déroulait à sens unique quasiment, marqué par une nette domination de la JSK sur tous les plans, le gardien du Mouloudia, Abderrahmane Boubekeur, alors assiéger par les attaques du club kabyle, réalise le match parfait en écœurant même ses adversaires du jour.
Par la suite, les joueurs du MCA vont prendre l'avantage à six minutes du terme de la rencontre, contre le cours du jeu. En effet, sur un corner tiré par le MCA, l'attaquant Zidane reprend victorieusement de la tête pour marquer le but de son équipe à la quatre-vingt-quatrième minute de jeu, déclenchant la joie des supporters algérois. Ce but accordé sera fortement contester par les joueurs de la JSK qui à leur tour s'en prendront violemment à l'arbitre, et cela devant les commissaires de la Ligue d'Alger de football.
S'ensuivra donc des incidents sur et autour du terrain, amenant pour la deuxième fois de la saison, une convocation des représentants des deux clubs, par la commission de discipline.

#### Commission de Discipline
Ce match retour entre les deux formations en tête du classement du groupe I de la première phase du critérium honneur (Championnat d'Algérie de football 1962-1963), connût des incidents similaires au match aller.
En effet, c'est la deuxième fois de la saison, qu'un événement pareil arrive, pour deux même équipes s'affrontant dans ce championnat, et pour un même motif.
Les commissaires de la Ligue d'Alger dépêchés en tant qu'observateur de ce match à risque ô combien important dans cette dernière journée de championnat, n'ont pas hésiter une seconde en signalant ces faits importants, dans un rapport communiqué à la commission de discipline qui s'est chargée de juger l'affaire immédiatement.

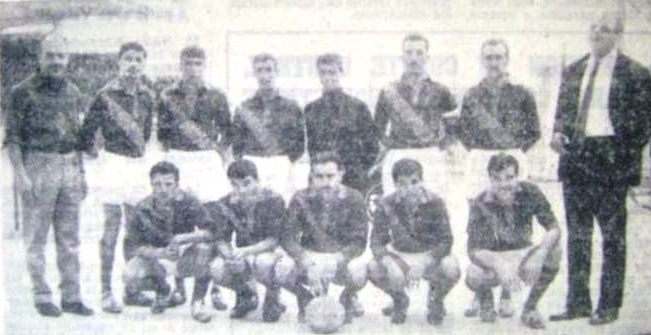
L'équipe de la JSK avant le classico ayant conduit à l'affaire 396.

Cette affaire qui porte le nom de, Affaire no 396, est la deuxième en six mois concernant les deux clubs de ce groupe I. À la suite des événements qui s'y sont produits, la commission de discipline convoque donc une fois de plus les représentants des deux clubs, en plus des joueurs cités de la JSK. Le rendez-vous a lieu le lendemain de la rencontre soit le 5 mai 1963.
Le jugement a lieu en présence également de l'arbitre de la rencontre M. Khelifi (grand arbitre international algérien, connu pour sa participation au mondial en tant qu'arbitre international algérien, et pour avoir notamment arbitré des matchs de coupe d'Afrique, des jeux méditerranéens, de coupe du Maghreb et la finale de la coupe d'Algérie 1972 inaugurant le Stade du 5 juillet 1962), et des commissaires de la Ligue suivant la rencontre; seul l'arbitre de touche M. Licir qui fut convoqué également pour son rapport concernant le match est absent.
Le verdict rendu est très lourd pour la JSK. Deux des trois joueurs de la JSK, en l'occurrence Abbes Tahar et Baidi Hacène, écopent tous deux de six mois de suspension, après avoir nié les faits qui leur étaient reprochés. Quant au troisième joueur, le dénommé Lahrari Moussa sera radié à vie, pour son agression envers l'arbitre. De plus la JSK se voit attribuer une amende de 100 nouveaux francs, pour attitude incorrecte de ses supporters suivant le rapport qui a été fait par les commissaires de la Ligue.
Les conséquences sont lourdes pour le club kabyle, mais toutefois restent justes si l'on se réfère au règlement de l'époque. À noter également que le résultat du match sera maintenu et inchangé en raison du terme du match atteint, et donc ne sera pas rejoué contrairement au match aller.

#### Conséquences et résultats sportifs
Ce match retour entre les clubs en tête de ce groupe bien qu'ayant connu des débordements similaires au match aller, est donc validé. Le résultat de cette rencontre, victoire un but à zéro du MCA sur la JSK est valable compte tenu de la totalité du match disputé.
Ceci aura pour conséquences sportives, un changement notable dans le groupe I de ce « critérium honneur », où le MCA rejoint la JSK en tête du championnat.
Le Mouloudia lui prendra même la première classe du classement par un meilleur goal-average, en témoigne le classement de ce groupe à la dernière journée de la première phase du championnat:
| Pl. | Club              | Points | Joués | V  | E | D  | bp | bc | +/- |
| --- | ----------------- | ------ | ----- | -- | - | -- | -- | -- | --- |
| 1er | MC Alger          | 47     | 18    | 13 | 3 | 2  | 50 | 10 | +40 |
| 2e  | JS Kabylie        | 47     | 18    | 13 | 3 | 2  | 50 | 15 | +35 |
| 3e  | USM Maison-Carrée | 42     | 18    | 10 | 4 | 4  | 48 | 18 | +30 |
| 4e  | Red Star d'Alger  | 39     | 18    | 10 | 1 | 7  | 32 | 25 | +7  |
| 5e  | JS Bordj Menail   | 37     | 18    | 6  | 7 | 5  | 32 | 24 | +8  |
| 6e  | ESM Alger         | 37     | 18    | 9  | 1 | 8  | 24 | 28 | -4  |
| 7e  | WO Rouïba         | 35     | 18    | 7  | 3 | 8  | 27 | 21 | +6  |
| 8e  | AS Dellys         | 31     | 18    | 5  | 3 | 10 | 20 | 33 | -13 |
| 9e  | JS Issers         | 23     | 18    | 1  | 3 | 14 | 10 | 62 | -52 |
| 10e | ES Aïn-Taya       | 22     | 18    | 2  | 0 | 16 | 17 | 71 | -54 |

|  | Champion, qualifié pour les « play-off » |
|  | Vice-champion                            |

Ce dernier match de la saison pour le groupe I, ayant donné la victoire du MCA aux dépens de la JSK, aura pour conséquence une égalité parfaite des points entre les deux formations, comme l'indique ce classement.
Cependant le MCA prendra la première place, grâce à un meilleur goal average par rapport à la JSK, lui permettant d'accéder, au tournoi des premiers de chaque groupe de ce critérium.
En effet, les premiers s'affrontent, afin de désigner le vainqueur du premier championnat d'Algérie de football. Le MCA se retrouve ainsi en compagnie des autres vainqueurs de groupes que sont : le NAHD, l'USMA, l'Olympique Musulman Saint-Eugénois, et l'ASO (l'Association sportive Orléanvilloise, futur ASO Chlef).

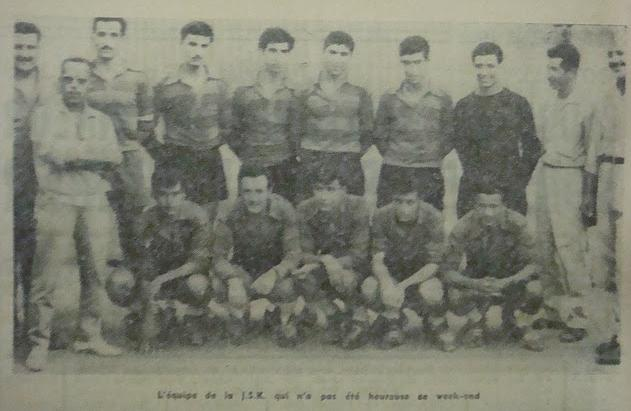
Équipe de la JSK qui s'est classée 2e de son groupe.

Petit consolation pour le club kabyle, le Mouloudia s'inclinera en finale de ce tournoi face à son rival algérois, l'USMA, qui deviendra le premier « champion d'Algérie » de football, depuis l'indépendance du pays (À noter que le premier vainqueur de la Coupe d'Algérie en 1962-1963, sera l'ES Sétif, futur rival de la JSK et du MCA).
Ce fut un épisode douloureux pour la JSK comme pour le MCA. Le tournant de la saison est sans aucun doute le fait que la commission de discipline décida de faire rejouer le premier match entre ces deux clubs qui changea le résultat de la victoire de la JSK, par un match nul entre les deux équipes. Peut-être que le résultat du championnat aurait été tout autre, si ce match n'avait pas été rejoué. De plus, ces incidents du premier championnat explique assez clairement la rivalité qui existe entre les deux clubs les plus titrés et les plus populaires d'Algérie où chaque match est attendu par les supporters et décortiqué par les observateurs.
Les supporters des deux camps qui se vouent une haine profonde, ont depuis cette histoire enrichie cette rivalité par l'ambiance particulière qu'ils génèrent dans les tribunes mais aussi en dehors du stade, caractérisant chaque rencontre « choc » entre ces deux clubs.
Il faut également souligner le rôle que jouent les médias sportifs, en suivant de près l'évolution des clubs, et déchaînent les passions en tentant de faire réagir l'opinion publique sur la moindre parole négative qu'emploierait l'un des dirigeants d'un club envers son rival, avant chaque match entre les deux équipes.

## Confrontations sportives

### Liste des confrontations

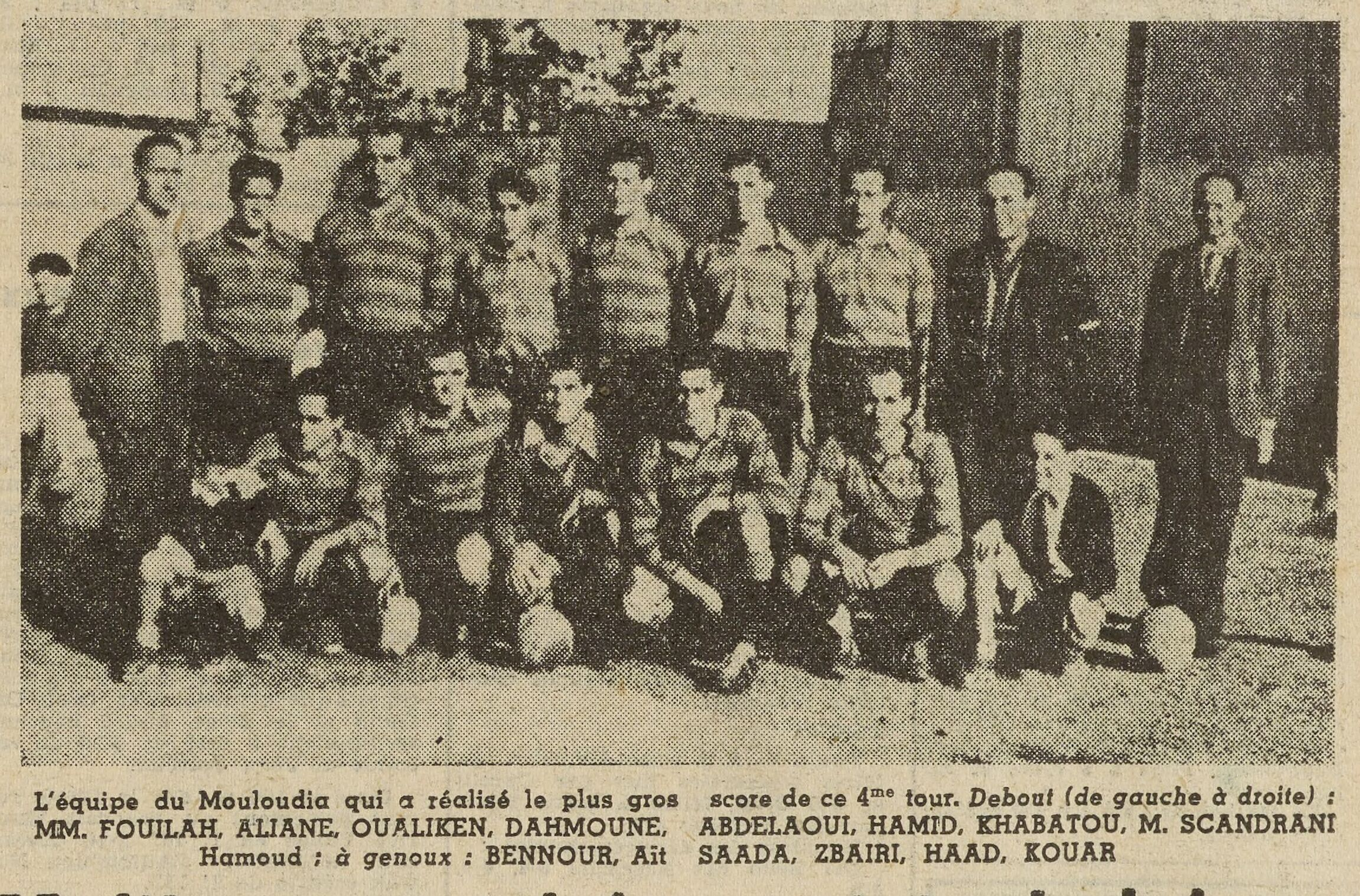
L'équipe du Mouloudia qui a réalisé le plus gros score (7-0) contre la JS Kabylie, le 04 novembre 1951 (période coloniale).

Les équipes du MC Alger et de la JS Kabylie, sont de très anciennes équipes du football algérien, existantes bien avant l'apparition du premier Championnat d'Algérie de football. Elles ont toutes deux joué dans le championnat colonial, appelé Ligue d'Alger et se sont même affrontées à l'occasion de la Coupe Forconi, sorte de Coupe d'Algérie durant la période coloniale.
Un grand nombre de matchs entre ces formations ont eu lieu, durant la période coloniale, dans le Championnat d'Algérie, en Coupe d'Algérie, en Coupe de la Ligue et en Supercoupe d'Algérie et dans des tournois amicaux.
Ici sont exposés uniquement, les rencontres officiels, les tournois amicaux de l'indépendance par exemple, n'en font pas partie. Tous ces matchs sont donnés dans l'ordre chronologique des rencontres.
Le tableau suivant dresse le bilan des confrontations officielles entre les deux clubs algériens. Dans les rencontres à élimination directe, les tirs au but ne sont pas pris en compte et la rencontre est comptabilisée comme match nul.
| #   | Compétition                     | Rencontre                           | Lieu                                | Résultat                            | Buteurs du MCA                                              | Buteurs de la JSK                                                               |
| --- | ------------------------------- | ----------------------------------- | ----------------------------------- | ----------------------------------- | ----------------------------------------------------------- | ------------------------------------------------------------------------------- |
| 1   | Critérium d'honneur 1962-1963   | JS Kabylie - MC Alger               | Thénia, Boumerdes                   | 1 - 1                               | Zidane 11e                                                  | Abbes 77e                                                                       |
| 2   | Critérium d'honneur 1962-1963   | MC Alger - JS Kabylie               | Saint-Eugène, Alger                 | 1 - 0                               | Mazari 85e                                                  |                                                                                 |
| 3   | Division d'honneur 1963-1964    | JS Kabylie - MC Alger               | Oukil-Ramdane, Tizi Ouzou           | 0 - 0                               |                                                             |                                                                                 |
| 4   | Division d'honneur 1963-1964    | MC Alger - JS Kabylie               | Saint Eugène, Alger                 | 2 - 0                               | Lemoui 67e, Oucif 80e                                       |                                                                                 |
| -   | 1964-1965                       | Division différente                 | Division différente                 | Division différente                 | Division différente                                         | Division différente                                                             |
| 5   | Division d'honneur 1965-1966    | MC Alger - JS Kabylie               | Saint Eugène, Alger                 | 1 - 2                               | Berkani 74e                                                 | Kolli 58e, 80e                                                                  |
| 6   | Division d'honneur 1965-1966    | JS Kabylie - MC Alger               | Oukil Ramdane, Tizi-Ouzou           | 3 - 3                               | Bourras , , Aouadj                                          | Haouchine , Khalfi ,                                                            |
| -   | 1966-1967                       | Division différente                 | Division différente                 | Division différente                 | Division différente                                         | Division différente                                                             |
| -   | 1967-1968                       | Division différente                 | Division différente                 | Division différente                 | Division différente                                         | Division différente                                                             |
| -   | 1968-1969                       | Division différente                 | Division différente                 | Division différente                 | Division différente                                         | Division différente                                                             |
| 7   | Championnat 1969-1970           | MC Alger - JS Kabylie               | Bologhine, Alger                    | 0 - 0                               |                                                             |                                                                                 |
| 8   | Championnat 1969-1970           | JS Kabylie - MC Alger               | Oukil Ramdane, Tizi-Ouzou           | 3 - 3                               | Zerrouk 20e, 35e, Betrouni 66e                              | Kouffi 44e, 65e, Karamani 83e                                                   |
| 9   | Championnat 1970-1971           | JS Kabylie - MC Alger               | Oukil Ramdane, Tizi-Ouzou           | 1 - 1                               | Tahir 25e                                                   | Hannachi 19e                                                                    |
| 10  | Championnat 1970-1971           | MC Alger - JS Kabylie               | Bologhine, Alger                    | 2 - 0                               | Tahir 49e, 61e                                              |                                                                                 |
| 11  | Coupe 1970-1971 (1/8)           | MC Alger - JS Kabylie               | Stade du 20-Août-1955, Alger        | 2 - 2                               | Bachi 3e, 93e                                               | Cheikh 10e (csc), Djebbar 55e                                                   |
| 12  | Championnat 1971-1972           | MC Alger - JS Kabylie               | Bologhine, Alger                    | 1 - 2                               | Tahir 17e                                                   | Kouffi 48e, Rafai 59e                                                           |
| 13  | Championnat 1971-1972           | JS Kabylie - MC Alger               | Oukil Ramdane, Tizi-Ouzou           | 1 - 1                               | Betrouni 63e                                                | Kouffi 20e (pen.)                                                               |
| 14  | Championnat 1972-1973           | JS Kabylie - MC Alger               | Oukil Ramdane, Tizi-Ouzou           | 1 - 0                               |                                                             | Derridj 31e                                                                     |
| 15  | Championnat 1972-1973           | MC Alger - JS Kabylie               | Stade du 5 juillet 1962, Alger      | 0 - 0                               |                                                             |                                                                                 |
| 16  | Coupe 1972-1973 (1/4)           | MC Alger - JS Kabylie               | Boumerdes                           | 2 - 1                               | Aizel 62e, Draoui 70e                                       | Dali 79e                                                                        |
| 17  | Championnat 1973-1974           | JS Kabylie - MC Alger               | Oukil Ramdane, Tizi-Ouzou           | 2 - 1                               | Bouhadda 3e                                                 | Derridj 25e, 42e                                                                |
| 18  | Championnat 1973-1974           | MC Alger - JS Kabylie               | Stade du 5 juillet 1962, Alger      | 2 - 3                               | Bousri 14e, Draoui 40e                                      | Dali 38e, Iboud 64e, Derridj 76e                                                |
| 19  | Championnat 1974-1975           | MC Alger - JS Kabylie               | Stade du 5 juillet 1962, Alger      | 1 - 0                               | Bencheikh 90e                                               |                                                                                 |
| 20  | Championnat 1974-1975           | JS Kabylie - MC Alger               | Oukil Ramdane, Tizi-Ouzou           | 1 - 2                               | Mahiouz 3e, Betrouni 77e                                    | Aouis 17e                                                                       |
| 21  | Championnat 1975-1976           | MC Alger - JS Kabylie               | Stade du 5 juillet 1962, Alger      | 1 - 0                               | Azzouz 47e                                                  |                                                                                 |
| 22  | Championnat 1975-1976           | JS Kabylie - MC Alger               | Oukil Ramdane, Tizi-Ouzou           | 2 - 3                               | Bellemou 50e, Bachi 65e, Bousri 75e                         | Aouis 10e, Baris 70e                                                            |
| 23  | Championnat 1976-1977           | MC Alger - JS Kabylie               | Stade du 5 juillet 1962, Alger      | 1 - 4                               | Bencheikh 59e                                               | Baïleche 24e, 77e, 85e, Baris 82e                                               |
| 24  | Championnat 1976-1977           | JS Kabylie - MC Alger               | Oukil Ramdane, Tizi-Ouzou           | 3 - 3                               | Bellemou 25e, Bousri 47e, 64e                               | Dali 48e, Baïleche 53e, Douadi 58e                                              |
| 25  | Championnat 1977-1978           | JS Kabylie - MC Alger               | Oukil Ramdane, Tizi-Ouzou           | 2 - 3                               | Betrouni 11e, 34e, 85e                                      | Aouis 10e, Zemmour 57e (csc)                                                    |
| 26  | Championnat 1977-1978           | MC Alger - JS Kabylie               | Stade du 5 juillet 1962, Alger      | 2 - 0                               | Bencheikh 5e, Bousri 75e                                    |                                                                                 |
| 27  | Championnat 1978-1979           | MC Alger - JS Kabylie               | Stade du 5 juillet 1962, Alger      | 1 - 1                               | Ait Hamouda 16e                                             | Iboud 68e (pen.)                                                                |
| 28  | Championnat 1978-1979           | JS Kabylie - MC Alger               | 1er novembre 1954, Tizi-Ouzou       | 3 - 1                               | Zenir 86e (pen.)                                            | Baris 65e, Douadi 81e 82e                                                       |
| 29  | Championnat 1979-1980           | MC Alger - JS Kabylie               | Bologhine, Alger                    | 1 - 1                               | Mahiouz 51e                                                 | Douadi 32e                                                                      |
| 30  | Championnat 1979-1980           | JS Kabylie - MC Alger               | 1er novembre 1954, Tizi-Ouzou       | 1 - 1                               | Belloumi 44e                                                | Makri 41e                                                                       |
| 31  | Championnat 1980-1981           | JS Kabylie - MC Alger               | 1er novembre 1954, Tizi-Ouzou       | 2 - 1                               | Khellaf 15e                                                 | Larbes 36e, Baïleche 67e                                                        |
| 32  | Championnat 1980-1981           | MC Alger - JS Kabylie               | Bologhine, Alger                    | 2 - 1                               | Belloumi 11e, Bouiche 25e                                   | Baris 36e                                                                       |
| 33  | Championnat 1981-1982           | MC Alger - JS Kabylie               | Bologhine, Alger                    | 1 - 2                               | Khellaf 25e                                                 | Belahcène 3e 27e                                                                |
| 34  | Championnat 1981-1982           | JS Kabylie - MC Alger               | 1er novembre 1954, Tizi-Ouzou       | 1 - 1                               | Bousri 46e                                                  | Aouis 70e                                                                       |
| 35  | Championnat 1982-1983           | JS Kabylie - MC Alger               | 1er novembre 1954, Tizi-Ouzou       | 2 - 1                               | Bousri 74e                                                  | Abesslem 15e, Belahcène 66e                                                     |
| 36  | Championnat 1982-1983           | MC Alger - JS Kabylie               | Stade du 5 juillet 1962, Alger      | 1 - 0                               | Bellemou 19e                                                |                                                                                 |
| 37  | Coupe 1982-1983 (1/8)           | MC Alger - JS Kabylie               | Stade du 5 juillet 1962, Alger      | 3 - 2                               | Ghrib 35e, Mahiouz 66e, Bencheikh 89e                       | Belahcène 55e, Baris 60e                                                        |
| 38  | Championnat 1983-1984           | JS Kabylie - MC Alger               | 1er novembre 1954, Tizi-Ouzou       | 1 - 0                               |                                                             | Bouiche 42e                                                                     |
| 39  | Championnat 1983-1984           | MC Alger - JS Kabylie               | Stade du 5 juillet 1962, Alger      | 2 - 1                               | Saïd Meghichi 37e, Bouiche 87e                              | Menad 71e                                                                       |
| 40  | Championnat 1984-1985           | MC Alger - JS Kabylie               | Stade du 5 juillet 1962, Alger      | 0 - 0                               |                                                             |                                                                                 |
| 41  | Championnat 1984-1985           | JS Kabylie - MC Alger               | 1er novembre 1954, Tizi-Ouzou       | 1 - 1                               | Saïd Meghichi 80e (pen.)                                    | Larbes 55e                                                                      |
| -   | 1985-1986                       | Division différente                 | Division différente                 | Division différente                 | Division différente                                         | Division différente                                                             |
| 42  | Championnat 1986-1987           | MC Alger - JS Kabylie               | Stade du 5 juillet 1962, Alger      | 0 - 1                               |                                                             | Bouiche 3e                                                                      |
| 43  | Championnat 1986-1987           | JS Kabylie - MC Alger               | 1er novembre 1954, Tizi-Ouzou       | 1 - 1                               | Sebbar 56e                                                  | Bouiche 1re (pen.)                                                              |
| 44  | Championnat 1987-1988           | JS Kabylie - MC Alger               | 1er novembre 1954, Tizi-Ouzou       | 2 - 1                               | Kamel Djahmoune 86e                                         | Merad 14e 38e                                                                   |
| 45  | Championnat 1987-1988           | MC Alger - JS Kabylie               | Stade du 5 juillet 1962, Alger      | 0 - 0                               |                                                             |                                                                                 |
| 46  | Championnat 1988-1989           | MC Alger - JS Kabylie               | Stade du 5 juillet 1962, Alger      | 0 - 0                               |                                                             |                                                                                 |
| 47  | Championnat 1988-1989           | JS Kabylie - MC Alger               | 1er novembre 1954, Tizi-Ouzou       | 1 - 1                               | Belaouchet 75e                                              | Merad 86e                                                                       |
| 48  | Coupe 1988-1989 (1/16)          | MC Alger - JS Kabylie               | Stade de l'Unité Africaine, Mascara | 2 - 2                               | Belaouchet 10e, Saïd Meghichi 20e                           | Bouiche 55e, Adane 68e                                                          |
| 49  | Championnat 1989-1990           | JS Kabylie - MC Alger               | 1er novembre 1954, Tizi-Ouzou       | 1 - 0                               |                                                             | Djahnit 47e                                                                     |
| 50  | Championnat 1989-1990           | MC Alger - JS Kabylie               | Bologhine, Alger                    | 1 - 0                               | Belaouchet 41e                                              |                                                                                 |
| 51  | Championnat 1990-1991           | MC Alger - JS Kabylie               | Stade du 5 juillet 1962, Alger      | 2 - 1                               | Tebbal 12e, Hadjouri 43e                                    | Lazizi 45e (csc)                                                                |
| 52  | Championnat 1990-1991           | JS Kabylie - MC Alger               | 1er novembre 1954, Tizi-Ouzou       | 5 - 0                               |                                                             | Djahnit 2e (pen.) 29e, Amaouch 25e, Karouf 56e, Medane 75e                      |
| 53  | Championnat 1991-1992           | JS Kabylie - MC Alger               | 1er novembre 1954, Tizi-Ouzou       | 1 - 0                               |                                                             | Djahnit 57e                                                                     |
| 54  | Championnat 1991-1992           | MC Alger - JS Kabylie               | Stade du 5 juillet 1962, Alger      | 1 - 1                               | Ghouli 62e                                                  | Hadj Adlane 45e                                                                 |
| 55  | Championnat 1992-1993           | JS Kabylie - MC Alger               | 1er novembre 1954, Tizi-Ouzou       | 1 - 1                               | Boukhtouchène 3e                                            | Aït Tahar 24e                                                                   |
| 56  | Championnat 1992-1993           | MC Alger - JS Kabylie               | Bologhine, Alger                    | 0 - 0                               |                                                             |                                                                                 |
| 57  | Championnat 1993-1994           | JS Kabylie - MC Alger               | 1er novembre 1954, Tizi-Ouzou       | 0 - 0                               |                                                             |                                                                                 |
| 58  | Championnat 1993-1994           | MC Alger - JS Kabylie               | Stade du 5 juillet 1962, Alger      | 2 - 2                               | Benmessahel 35e, Maza 50e                                   | Hadj Adlane 4e, Moussouni 11e                                                   |
| 59  | Championnat 1994-1995           | JS Kabylie - MC Alger               | 1er novembre 1954, Tizi-Ouzou       | 1 - 1                               | Tebbal 47e                                                  | Amrouche 83e                                                                    |
| 60  | Championnat 1994-1995           | MC Alger - JS Kabylie               | Stade du 5 juillet 1962, Alger      | 4 - 4                               | Zitouni 48e (pen.), Tebbal 69e, 74e 80e                     | Meftah 28e, Menad 35e, Hadj Adlane 55e 72e                                      |
| 61  | Championnat 1995-1996           | MC Alger - JS Kabylie               | Bologhine, Alger                    | 3 - 0                               | Aït Tahar 3e 32e, Dob 47e                                   |                                                                                 |
| 62  | Championnat 1995-1996           | JS Kabylie - MC Alger               | 1er novembre 1954, Tizi-Ouzou       | 0 - 1                               | Benali 67e                                                  |                                                                                 |
| 63  | Championnat 1996-1997           | JS Kabylie - MC Alger               | 1er novembre 1954, Tizi-Ouzou       | 1 - 0                               |                                                             | Ould Rabah 79e                                                                  |
| 64  | Championnat 1996-1997           | MC Alger - JS Kabylie               | Bologhine, Alger                    | 2 - 5                               | Aït Tahar 17e, Tebbal 47e                                   | Fatahine 6e (csc), Moussouni 21e, Meftah 37e, Benhamlat 59e (pen.), Boubrit 67e |
| 65  | Championnat 1997-1998           | MC Alger - JS Kabylie               | Stade du 5 juillet 1962, Alger      | 1 - 1                               | Dob 27e                                                     | Aït Tahar 40e                                                                   |
| 66  | Championnat 1997-1998           | JS Kabylie - MC Alger               | 1er novembre 1954, Tizi-Ouzou       | 3 - 0                               |                                                             | Aït Tahar 11e 40e, Meghraoui 87e                                                |
| 67  | Championnat 1998-1999 (Finale)  | MC Alger - JS Kabylie               | Stade Ahmed-Zabana, Oran            | 1 - 0                               | Rahmouni 118e                                               |                                                                                 |
| 68  | Championnat 1999-2000           | JS Kabylie - MC Alger               | 1er novembre 1954, Tizi-Ouzou       | 2 - 1                               | Diab 90e                                                    | Gasmi 2e 89e                                                                    |
| 69  | Championnat 1999-2000           | MC Alger - JS Kabylie               | Stade du 5 juillet 1962, Alger      | 1 - 1                               | Boukaf 78e                                                  | Khedir 75e                                                                      |
| 70  | C.la ligue 1999-2000 (1er tour) | JS Kabylie - MC Alger               | 1er novembre 1954, Tizi-Ouzou       | 1 - 1                               | Messaoudi 14e                                               | Gasmi 30e                                                                       |
| 71  | Championnat 2000-2001           | MC Alger - JS Kabylie               | Stade du 5 juillet 1962, Alger      | 0 - 2                               |                                                             | Moussouni 63e, Abaci 89e                                                        |
| 72  | Championnat 2000-2001           | JS Kabylie - MC Alger               | 1er novembre 1954, Tizi-Ouzou       | 4 - 1                               | Merakchi 70e                                                | Raho 10e, Bendahmane 41e, Moussouni 60e, Dob 89e                                |
| 73  | Championnat 2001-2002           | JS Kabylie - MC Alger               | 1er novembre 1954, Tizi-Ouzou       | 0 - 0                               |                                                             |                                                                                 |
| 74  | Championnat 2001-2002           | MC Alger - JS Kabylie               | Rouïba, Alger                       | 1 - 0                               | Faisca 42e                                                  |                                                                                 |
| -   | 2002-2003                       | Division différente ( Le MCA en 2D) | Division différente ( Le MCA en 2D) | Division différente ( Le MCA en 2D) | Division différente ( Le MCA en 2D)                         | Division différente ( Le MCA en 2D)                                             |
| 75  | Championnat 2003-2004           | MC Alger - JS Kabylie               | Bologhine, Alger                    | 4 - 1                               | Dellalou 23e, Chaouch 58e, Nasri 86e, Amrane 90e            | Saïb 47e                                                                        |
| 76  | Championnat 2003-2004           | JS Kabylie - MC Alger               | 1er novembre 1954, Tizi-Ouzou       | 2 - 1                               | Chennoufi 15e                                               | Belkaid 33e, Berguiga 61e                                                       |
| 77  | Championnat 2004-2005           | JS Kabylie - MC Alger               | 1er novembre 1954, Tizi-Ouzou       | 6 - 1                               | Chaouch 51e                                                 | Belkaid 16e, Endzanga 40e, Berguiga 45e 73e (pen.), Zafour 54e, Belhadj 86e     |
| 78  | Championnat 2004-2005           | MC Alger - JS Kabylie               | Bologhine, Alger                    | 2 - 1                               | Ouahid 41e, Daham 48e                                       | Endzanga 3e                                                                     |
| 79  | Championnat 2005-2006           | JS Kabylie - MC Alger               | 1er novembre 1954, Tizi-Ouzou       | 2 - 1                               | Largot 47e                                                  | Berguiga 40e, Oussalah 60e 90e                                                  |
| 80  | Championnat 2005-2006           | MC Alger - JS Kabylie               | Stade du 5 juillet 1962, Alger      | 1 - 1                               | Bouguèche 83e                                               | Hamza Yacef 75e                                                                 |
| 81  | Supercoupe 2006                 | MC Alger - JS Kabylie               | Stade du 5 juillet 1962, Alger      | 2 - 1                               | Bouguèche 40e, Belkaid 75e                                  | Lamara Douicher 56e                                                             |
| 82  | Championnat 2006-2007           | JS Kabylie - MC Alger               | 1er novembre 1954, Tizi-Ouzou       | 1 - 0                               |                                                             | Hemani 61e                                                                      |
| 83  | Championnat 2006-2007           | MC Alger - JS Kabylie               | Stade du 5 juillet 1962, Alger      | 0 - 0                               |                                                             |                                                                                 |
| 84  | Championnat 2007-2008           | MC Alger - JS Kabylie               | Stade du 5 juillet 1962, Alger      | 0 - 2                               |                                                             | Saïbi 1re, Galoul 66e (csc)                                                     |
| 85  | Championnat 2007-2008           | JS Kabylie - MC Alger               | 1er novembre 1954, Tizi-Ouzou       | 1 - 0                               |                                                             | Bensaïd 33e                                                                     |
| 86  | Championnat 2008-2009           | MC Alger - JS Kabylie               | Bologhine, Alger                    | 2 - 1                               | Amroune 67e, Boumechra 72e                                  | Ouznadji 43e                                                                    |
| 87  | Championnat 2008-2009           | JS Kabylie - MC Alger               | 1er novembre 1954, Tizi-Ouzou       | 1 - 1                               | Amroune 71e                                                 | Bensaïd 36e                                                                     |
| 88  | Championnat 2009-2010           | MC Alger - JS Kabylie               | Rouïba, Alger                       | 1 - 0                               | Bouguèche 70e                                               |                                                                                 |
| 89  | Championnat 2009-2010           | JS Kabylie - MC Alger               | 1er novembre 1954, Tizi-Ouzou       | 0 - 0                               |                                                             |                                                                                 |
| 90  | Championnat 2010-2011           | MC Alger - JS Kabylie               | Rouïba, Alger                       | 1 - 1                               | Boudebouda 50e                                              | Hamiti 77e                                                                      |
| 91  | Championnat 2010-2011           | JS Kabylie - MC Alger               | 1er novembre 1954, Tizi-Ouzou       | 0 - 0                               |                                                             |                                                                                 |
| 92  | Championnat 2011-2012           | JS Kabylie - MC Alger               | 1er novembre 1954, Tizi-Ouzou       | 1 - 0                               |                                                             | Hamza Boulemdaïs 92e                                                            |
| 93  | Championnat 2011-2012           | MC Alger - JS Kabylie               | Stade du 5 juillet 1962, Alger      | 0 - 0                               |                                                             |                                                                                 |
| 94  | Championnat 2012-2013           | JS Kabylie - MC Alger               | 1er novembre 1954, Tizi-Ouzou       | 0 - 1                               | Yalaoui 5e                                                  |                                                                                 |
| 95  | Championnat 2012-2013           | MC Alger - JS Kabylie               | Stade du 5 juillet 1962, Alger      | 3 - 1                               | Djallit 33e (pen.), Yachir 47e 81e                          | Rial 59e (pen.)                                                                 |
| 96  | Coupe 2012-2013 (1/16)          | MC Alger - JS Kabylie               | Stade du 5 juillet 1962, Alger      | 0 - 0                               |                                                             |                                                                                 |
| 97  | Championnat 2013-2014           | MC Alger - JS Kabylie               | Bologhine, Alger                    | 1 - 0                               | Yahia Cherif 25e                                            |                                                                                 |
| 98  | Championnat 2013-2014           | JS Kabylie - MC Alger               | 1er novembre 1954, Tizi-Ouzou       | 3 - 0                               |                                                             | Rial 30e, Bencherifa 45e, Ebossé 80e (pen.)                                     |
| 99  | Coupe 2013-2014 (finale)        | MC Alger - JS Kabylie               | Stade Mustapha-Tchaker, Blida       | 1 - 1                               | Rial 4e (csc)                                               | Rial 90e (pen.)                                                                 |
| 100 | Championnat 2014-2015           | MC Alger - JS Kabylie               | Bologhine, Alger                    | 2 - 4                               | Berchiche 13e, Hachoud 22e                                  | Rial 23e (pen.), Yesli 27e, Ferguène 44e, Youcef Khodja 79e                     |
| 101 | Championnat 2014-2015           | JS Kabylie - MC Alger               | 1er novembre 1954, Tizi-Ouzou       | 1 - 2                               | Benbraham 26e, Djallit 36e                                  | Ziti 8e                                                                         |
| 102 | Championnat 2015-2016           | MC Alger - JS Kabylie               | Bologhine, Alger                    | 3 - 1                               | Merzougui 66e (pen.), Gourmi 79e, Karaoui 88e               | Diawara 34e                                                                     |
| 103 | Championnat 2015-2016           | JS Kabylie - MC Alger               | 1er novembre 1954, Tizi-Ouzou       | 2 - 1                               | Abid 24e (pen.)                                             | Diawara 40e (pen.), Mebarki 78e                                                 |
| 104 | Championnat 2016-2017           | JS Kabylie - MC Alger               | 1er novembre 1954, Tizi-Ouzou       | 0 - 0                               |                                                             |                                                                                 |
| 105 | Championnat 2016-2017           | MC Alger - JS Kabylie               | Stade du 5 juillet 1962, Alger      | 1 - 1                               | Derrardja 77e                                               | Boulaouidet 80e                                                                 |
| 106 | Coupe 2016-2017 (1/4)           | MC Alger - JS Kabylie               | Stade du 5 juillet 1962, Alger      | 0 - 0                               |                                                             |                                                                                 |
| 107 | Championnat 2017-2018           | MC Alger - JS Kabylie               | Bologhine, Alger                    | 2 - 0                               | Derrardja 18e, 62e                                          |                                                                                 |
| 108 | Championnat 2017-2018           | JS Kabylie - MC Alger               | 1er novembre 1954, Tizi-Ouzou       | 3 - 1                               | Derrardja 20e (pen.)                                        | Djabout 8e, Z. Hammar 32e, Benaldjia 75e                                        |
| 109 | Coupe 2017-2018 (1/2)           | JS Kabylie - MC Alger               | Stade Hamlaoui, Constantine         | 0 - 0                               |                                                             |                                                                                 |
| 110 | Championnat 2018-2019           | MC Alger - JS Kabylie               | Bologhine, Alger                    | 0 - 5                               |                                                             | Nwofor 9e 90e, Benyoucef 12e, Abdul Razak 33e, Chetti 70e                       |
| 111 | Championnat 2018-2019           | JS Kabylie - MC Alger               | 1er novembre 1954, Tizi-Ouzou       | 1 - 1                               | Frioui 44e                                                  | Saâdou 67e                                                                      |
| 112 | Championnat 2019-2020           | MC Alger - JS Kabylie               | Stade du 5 juillet 1962, Alger      | 0 - 3                               |                                                             | Belgharbi 50e, Hamroune 68e (pen.), Bensayah 90+1e                              |
| 113 | Championnat 2020-2021           | MC Alger - JS Kabylie               | Stade du 5 juillet 1962, Alger      | 1 - 2                               | Frioui 64e                                                  | Boulahia 48e, Ait Abdelssalem 80e                                               |
| 114 | Championnat 2020-2021           | JS Kabylie - MC Alger               | 1er novembre 1954 , Tizi-Ouzou      | 2 - 1                               | Abdelhafid 24e                                              | Hamroune 41e 48e                                                                |
| 115 | Championnat 2021-2022           | JS Kabylie - MC Alger               | 1er novembre 1954, Tizi-Ouzou       | 0 - 1                               | Hamza Zaidi 78e                                             |                                                                                 |
| 116 | Championnat 2021-2022           | MC Alger - JS Kabylie               | Bologhine, Alger                    | 0 - 2                               |                                                             | Oussama Gattal 25e, Massinissa Nezla 85e                                        |
| 117 | Championnat 2022-2023           | MC Alger - JS Kabylie               | Dar El Beida, Alger                 | 1 - 0                               | Tayeb Hamoudi 31e                                           |                                                                                 |
| 118 | Championnat 2022-2023           | JS Kabylie - MC Alger               | 1er novembre 1954, Tizi-Ouzou       | 2 - 0                               | Dadi El Hocine Mouaki 8e, Adem Redjem 45+2e                 |                                                                                 |
| 119 | Championnat 2023-2024           | MC Alger - JS Kabylie               | Stade du 5 juillet 1962, Alger      | 1 - 1                               | Zakaria Naidji 38e                                          | Edlin Randy Essang Matouti 89e                                                  |
| 120 | Championnat 2023-2024           | JS Kabylie - MC Alger               | 1er novembre 1954, Tizi-Ouzou       | 1 - 1                               | Khayreddine Merzougui 84e (pen.)                            | Redouane Berkane 7e                                                             |
| 121 | Championnat 2024-2025           | JS Kabylie - MC Alger               | Stade Hocine-Aït- Ahmed, Tizi-Ouzou | 1 - 2                               | Mohamed Amine Madani 42e                                    | Larbi Tabti 9e , Réda Halaïmia 68e                                              |
| 122 | Championnat 2024-2025           | MC Alger - JS Kabylie               | Stade du 5 juillet 1962, Alger      | 3 - 2                               | Akram Bouras 45+3e , Zakaria Naidji 66e , Tayeb Meziani 78e | Ivan Ignatiev 71e , Redouane Berkane 82e                                        |

## Bilan
Les statistiques dans les rencontres officielles sont en faveur de la JS Kabylie, qui totalise 40 victoires en 120 matchs, contre 33 victoires pour le MC Alger et 47 matchs nuls. Sur les 108 rencontres de Championnat d'Algérie de football, le MC Alger en gagne 29, alors que la JS Kabylie en gagne 39. Les deux clubs sont présents ensemble 56 saisons au premier échelon footballistique algérien dans sa formule actuelle, c'est-à-dire en Ligue 1.
Le tableau suivant dresse le bilan des confrontations officielles entre les deux clubs algériens. Dans les rencontres à élimination directe, les tirs au but ne sont pas pris en compte et la rencontre est comptabilisée comme match nul.
| Compétitions          | Victoires de la JS Kabylie | Matchs nuls | Victoires du MC Alger | Total | Buts pour JS Kabylie | Buts pour MC Alger |
| --------------------- | -------------------------- | ----------- | --------------------- | ----- | -------------------- | ------------------ |
| Championnat d'Algérie | 39                         | 40          | 31                    | 108   | 147                  | 119                |
| Coupe d'Algérie       | 0                          | 6           | 2                     | 8     | 8                    | 10                 |
| Coupe de la Ligue     | 0                          | 1           | 0                     | 1     | 1                    | 1                  |
| Supercoupe            | 0                          | 0           | 1                     | 2     | 4                    | 4                  |
| Autre                 | 1                          | 0           | 0                     | 1     | 4                    | 3                  |
| Total                 | 40                         | 47          | 35                    | 122   | 164                  | 137                |

Dernière mise à jour le 08/01/2024

## Palmarès
Il est intéressant de comparer le palmarès de ces deux grandes équipes du football algérien. Cela permet de juger de la valeur de ces équipes et de comprendre un peu mieux la rivalité qui les caractérises.
Si l'on se réfère au tableau ci-dessous, on s'aperçoit que la JSK compte le plus de trophées sur la scène africaine et en général. 
| JS Kabylie | Compétitions                             | MC Alger |
| ---------- | ---------------------------------------- | -------- |
|            | Continental                              |          |
| 2          | Ligue des champions de la CAF            | 1        |
| 1          | Coupe d'Afrique des vainqueurs de coupe  | -        |
| 3          | Coupe de la CAF                          | -        |
| 1          | Supercoupe de la CAF                     | -        |
|            | National                                 |          |
| 14         | Championnat d'Algérie                    | 9        |
| 5          | Coupe d'Algérie                          | 8        |
| 1          | Coupe de la Ligue                        | 1        |
| 1          | Supercoupe d'Algérie                     | 4        |
|            | Régional                                 |          |
| -          | Coupe du Maghreb des vainqueurs de coupe | 2        |
| 28         | Total                                    | 25       |

## Statistiques

### Meilleurs buteurs
| # | Joueur           | Club                       | Buts |
| - | ---------------- | -------------------------- | ---- |
| 1 | Abdesslem Bousri | MC Alger                   | 7    |
| 1 | Mourad Aït Tahar | MCA (3 buts), JSK (4 buts) | 7    |
| 2 | Mourad Tebbal    | MC Alger                   | 6    |
| 2 | Omar Betrouni    | MC Alger                   | 6    |
| 4 | Mokrane Baïleche | JS Kabylie                 | 5    |
| 4 | Rachid Baris     | JS Kabylie                 | 5    |